# Rachel Shabi
Rachel Shabi (Ramat Gan, 30 marzo 1973) è una giornalista e scrittrice israeliana naturalizzata britannica.

## Biografia
Nata a Ramat Gan da famiglia ebraica irachena, Rachel Shabi è cresciuta in Regno Unito. Ha studiato scienze politiche e letteratura all'Università di Edimburgo.
Nel corso della sua carriera, si è concentrata sul Medio Oriente, in particolare sul conflitto israelo-palestinese. Ha lavorato per The Guardian, The New York Times, The Times, The Independent, Al Jazeera English, Foreign Policy, Prospect e New Statesman.
Shabi si identifica come "ebrea araba". Nel suo libro Not the Enemy: Israel's Jews from Arab Lands, pubblicato nel 2009, ha condannato i fenomeni di discriminazione vissuti in Israele dagli immigrati ebrei dal mondo arabo.
Shabi è stata selezionata nel 2011 per il Premio Orwell.